# Dobromyl
Dobromyl (em ucraniano:  Добро́миль, em polonês/polaco:  Dobromil) é uma cidade da Ucrânia, situada no Oblast de Leópolis. Tem 4,97 km² de área e sua população em 2020 foi estimada em 4.222 habitantes.